# Château de Grignon
Ne doit pas être confondu avec Château de Grignan ou Château de Grignon (Orly).
Construit au XVIIe siècle, le château de Grignon est situé dans la commune française de Thiverval-Grignon, dans le département des Yvelines. Il est actuellement la propriété d'AgroParisTech[réf. nécessaire].

## Histoire

### Période pré-révolutionnaire

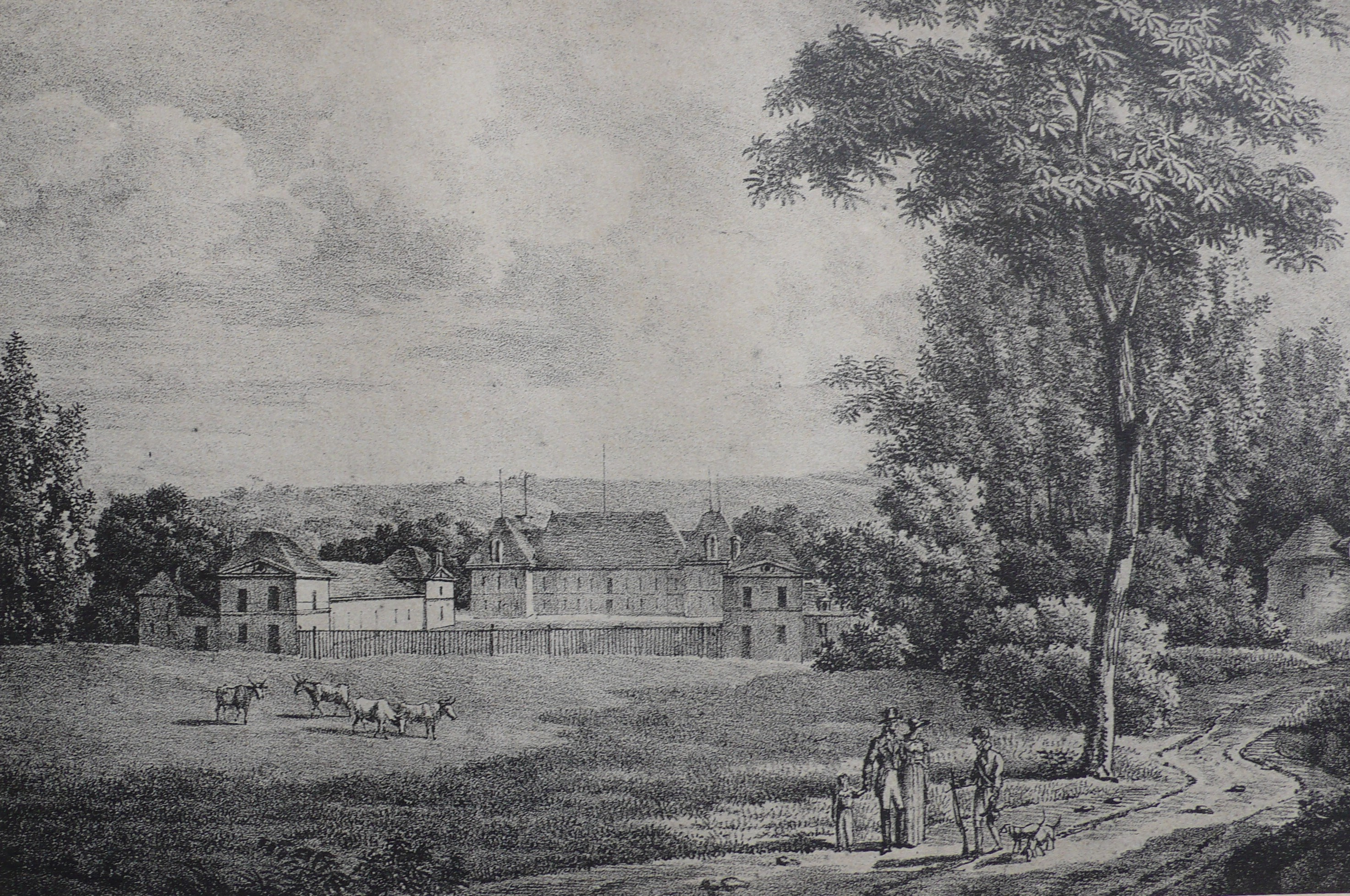
Le château de Grignon vers 1808.

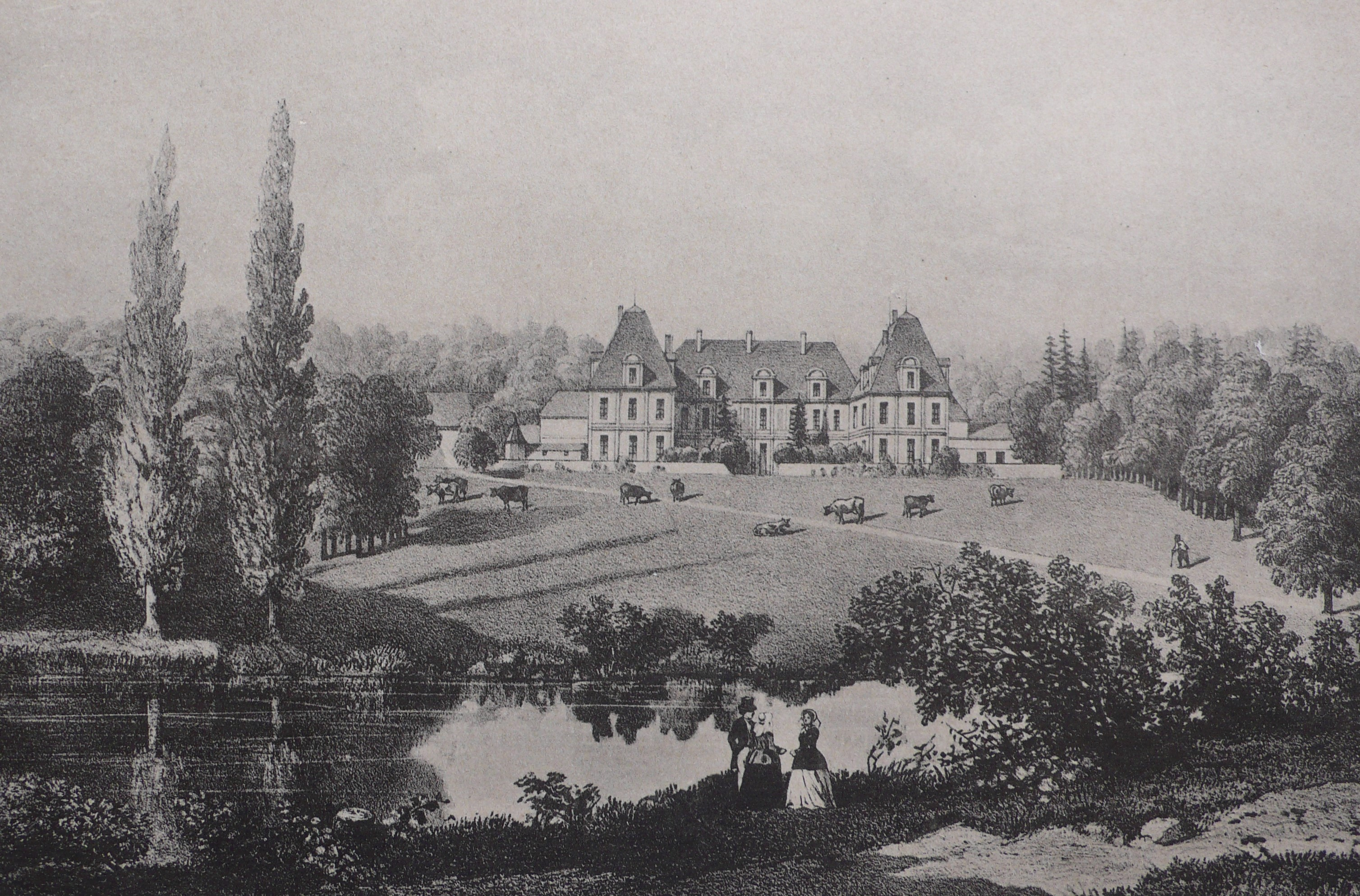
Le château de Grignon vers 1860.

Pomponne de Bellièvre (1529-1607), président à mortier du Parlement de Paris puis chancelier de France jusqu'à sa mort, achète le domaine à Diane de Poitiers en 1582, ainsi que le domaine de Buc. À cette époque, un manoir s’élève sur le fief de Buc depuis le XIIe siècle. Au XVIIe siècle (en 1636) et pendant la Renaissance française (du couronnement de Louis XIII en 1610 jusqu'en 1684), son fils Nicolas de Bellièvre (1583-1650), seigneur de Neauphle, fait construire le château de Grignon actuel, et réussit à faire ériger Grignon en marquisat en 1651.
En 1674, le domaine de Grignon est agrandi par un échange de terres avec l’église de Thiverval et la clôture. Une partie des maisons de Thiverval sont sacrifiées et ce village est déplacé vers l’ouest.
Le 12 mai 1682, Pierre de Bellièvre vend à André Potier, chevalier, seigneur de Novion, conseiller au Parlement, le marquisat de Grignon et la seigneurie de Saint-Germain-de-la-Grange.

### Période post-révolutionnaire
À la Révolution française, après la dernière marquise de Grignon, Madame de Brassac, le domaine devient la propriété de Monsieur Auguie dont la fille épouse le maréchal Ney en 1802. Le mariage est célébré à Thiverval dans la maison du maire (appelé par la suite le château de Thiverval).

### L'École nationale d'agriculture puis d'agronomie

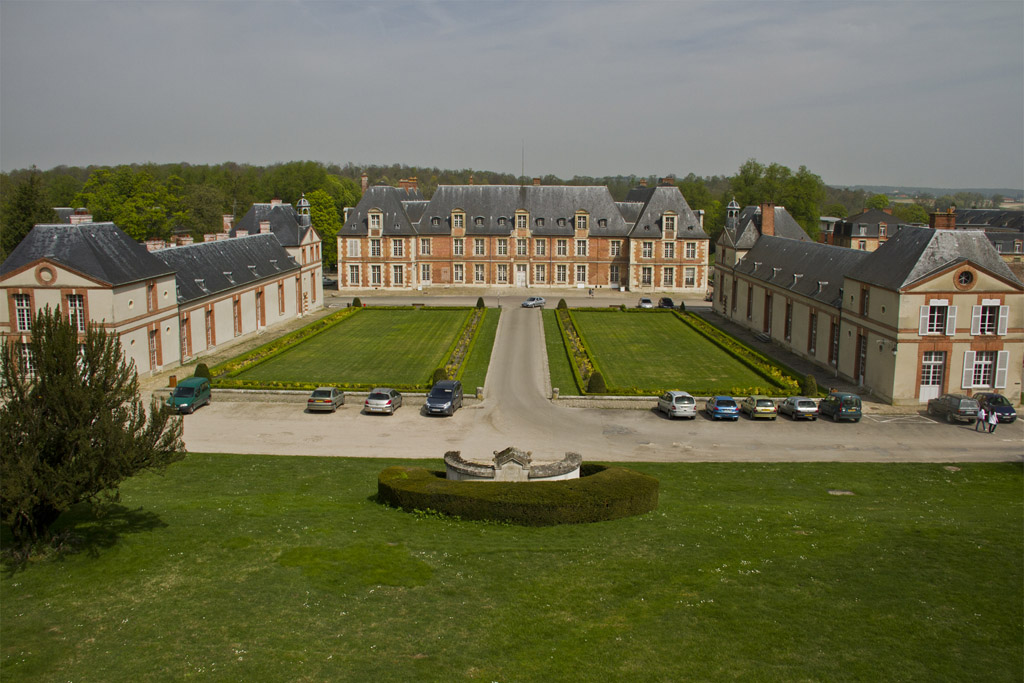
AgroParisTech Grignon.

Le futur maréchal Bessières d'Istries lui ayant acheté le château, le parc, les terres et les fermes de Grignon en 1803, sa veuve les met en vente en 1821. L'adjudication a lieu en 1826 faveur de Charles X qui en fait l'Institution royale agronomique de Grignon.
Cette école d'agriculture de Grignon change plusieurs fois d'appellation : elle devient l'École impériale d'agriculture en 1852, l'École nationale d'agriculture en 1870, l'École nationale supérieure d'agronomie de Grignon, en 1960, puis l'Institut national agronomique Paris-Grignon en 1971. À la suite d'une fusion inter-établissements, elle prend en 2007 le nom d'AgroParisTech, ce qui en fait la plus ancienne des écoles françaises d'agriculture et d'agronomie encore en activité.
De 1828 à 1971, les élèves passent les trois années de leur scolarité à l'école, et sont logés dans des résidences voisines du château. À partir de 1971 et jusqu'au déménagement de l'école en 2022, seule la première année est effectuée sur le domaine. Des laboratoires de recherche sont également installés sur le site (laboratoires du centre INRAE de Versailles-Grignon ou laboratoires associés comme celui de Terres Inovia) ainsi que des administrations de l'INRAE. À la suite du déménagement de 2022, seuls les laboratoires de Terres Inovia demeurent en activité sur place.

### Perspectives à la suite du déménagement de l'école
L'implantation de l'école sur le plateau de Saclay étant prévue pour 2021, il est envisagé de vendre le château pour en faire le centre d'entraînement du PSG, ce qui occasionne des contestations,. Le club décide finalement en juillet 2016 de retenir le site de Poissy, voisin de quelques kilomètres.
L'Association Patrimoine AgroParisTech-Grignon 2000, reconnue d'intérêt général, et créée en 1999 par des anciens élèves, des enseignants-chercheurs de l'AgroParisTech et des amis de Grignon, souhaite en faire un campus international de rencontres, de débats, de recherche consacré à l'agriculture, l’alimentation et l'environnement, qui soit un lieu original de médiation, de formation et d'innovation.
Dans la nuit du 15 au 16 mars 2021, certains étudiants de première année de l'école d'ingénieurs AgroParisTech, soutenus par leurs aînés ainsi que par une large partie de la communauté de travail d'AgroParisTech et de l'INRAe initient un blocage du site, pour s'opposer au processus de vente. Ils invoquent l'absence d'écoute par l'État de la communauté AgroParisTech, qui n'a cessé d'exprimer ses inquiétudes sur le devenir du site, et relèvent le manque de visibilité quant aux compétences du jury chargé du processus de vente, mais aussi la remise en question des critères de rachat présents dans l'appel d'offre ainsi que leur pondération. Le mouvement, historique au sein de l'école, est alors exceptionnel et surprend l'administration de l'école tant par son organisation que sa coordination.
En novembre 2021, le processus de vente du domaine au promoteur immobilier Altarea, qui avait été choisi en août, est suspendu par l'État ; une nouvelle procédure doit être lancée au second semestre 2022,.
En juin 2022, l'État met en vente aux enchères du mobilier provenant du château, dans des conditions controversées,, qui amènent le procureur général près la Cour des comptes à ouvrir une instruction contentieuse.
En novembre 2022, à la demande du ministre délégué à la Ville et au Logement, Olivier Klein, la préfecture des Yvelines confie à l'association Emmaüs Solidarité l'accueil de 200 migrants sur l'ancien campus étudiant, pour les mettre à l'abri du froid durant l'hiver,,.
En février 2024, l'État renouvelle la capacité d'accueil du lieu en accueillant 195 personnes évacuées d'un campement à Mayotte. Les personnes sont accueillies dans les anciennes résidentes étudiantes, voisines du château sur le domaine de Grignon, et non dans le château directement,.
En juin 2024, les services du Premier ministre confirment le maintien du domaine comme bien public, et annoncent la création d'une société ad hoc au service de l'intérêt général.

## Architecture et jardins
Situé au cœur d'un parc de 300 hectares (dont 130 de terres agricoles et 130 de bois) clos par un long mur, le château construit en U dans le style Louis XIII (parement de briques et de pierres) est entouré de nombreux autres bâtiments composés d'anciens communs et d'installations plus récentes à vocation scientifique datant du XIXe siècle, puis du XXe siècle et du début de ce siècle.
Tout cet ensemble intra muros est inscrit au titre des Monuments historiques par arrêté du 5 juillet 1941 et donc protégé.